# Johann Hermann Schein
Johann Hermann Schein (20 de gener de 1586 - Leipzig, 9 de novembre de 1630), compositor alemany del període barroc primerenc, va ser un dels primers músics que va incorporar en la música alemanya les innovacions estilístiques italianes i un dels compositors més perfeccionistes de la seva època.

## Biografia
Va néixer a Grünhain, Saxònia (Alemanya), el 20 de gener de 1586. A la mort del seu pare es traslladen a Dresden, on ingressa en el cor de l'Elector de Saxònia com a soprano. A més de cantar en el cor, rep formació musical de Rogier Michael, el mestre de capella, que s'adona del seu extraordinari talent. De 1603 a 1607 estudià en el monestir cistercenc de Pforta, i de 1608 a 1612 va fer la carrera de lleis i arts lliberals a la Universitat de Leipzig.
Després de graduar-se, entrà al servei, per poc temps, de Gottfried von Wolffersdorff com a director de la casa musical i tutor dels seus fills. Després és nomenat mestre de capella a Weimar i poc després es converteix en cantor a l'Escola de Sant Tomás (Thomasschule) de Leipzig, càrrec que conservaria la resta de la seva vida, i que en la seva mort fou succeït pel saxò Tobies Michael.
A diferència del seu amic Heinrich Schütz, era de salut delicada i va patir moltes desgràcies familiars: la seva esposa va morir en un part, quatre dels seus cinc fills no van passar de la infantesa. Va morir el 9 de novembre de 1630, a Leipzig, amb 44 anys, afectat de tuberculosi, gota, escorbut i una malaltia renal.

## Estil
Schein va ser dels primers a absorbir les innovacions de la monodia italiana de l'època, l'estil concertant i el baix continu, i adaptar-los en el context luterà alemany. Mentre Schütz feia més d'un viatge a Itàlia, Schein va passar pel que sembla tota la seva vida a Alemanya, el que fa la seva comprensió de l'estil italià encara més impactant. La seva primera música concertant sembla haver estat modelada sobre els Cento concerti ecclesiastici de Lodovico Viadana, que estava disponible en una edició publicada a Alemanya.
A diferència de Schütz, que va escriure només música sacra, Schein va compondre també música profana –de la que és autor dels textos–, en proporció aproximadament igual. Al llarg de la seva vida va publicar alternativament col·leccions de música sacra o profana, en coherència amb una intenció que ell explica en el prefaci de Banchetto Musicale:
"Publicar alternant música per a la veneració i per a l'ús en reunions socials. El contrast entre els dos tipus de música pot ser força extremat. "
Mentre algunes de les seves músiques sacres usen la més sofisticada tècnica dels madrigals italians per a un propòsit devot, algunes de les seves col·leccions seculars inclouen temes com diverses cançons de beure d'una sorprenent simplicitat i humor. Algunes de les seves peces abasten una intensitat expressiva aconseguida a Alemanya només per Schütz. Per exemple, l'espectacular Fontana d'Israel (Israel Brünnlein) del 1623, en la que Schein manifesta el seu intent d'esgotar les possibilitats del madrigal italià adaptat a la llengua alemanya.
Possiblement, la seva col·lecció més famosa sigui la de música instrumental, el Banquet musical (Banchetto Musicale) de 1617, que conté 20 suites instrumentals que són considerades com de les primeres peces, i de les més belles, d'aquest tipus de música. Possiblement van ser compostes com a música per al sopar de la cort dels Weissenfels a Weimar i pensades per ser interpretades amb instruments de corda. Les suites de Schein inclouen danses com la pavana i la gallarda, normalment aparellades, una courante i després una alemanda. Cada suite del Banchetto està unificada per una mateix mode i tema.

## Obres

### Música sacra vocal
- Cymbalum Sionium (1615)
- Opella nova, geistlicher Concerten (1618)
- Fontana d'Israel, Israelis Brünlein (1623)
- Opella nova, ander Theil, geistlicher Concerten (1626)
- Cantional oder Gesangbuch Augspurgischer Confession (1627, 1645)

### Música profana vocal
- Venus Kräntzlein (1609)
- Musica boscareccia (1621, i d'altres publicades més tard)
- Diletti pastorali, Hirten Lust (1624)
- Studenten-Schmauss (1626)

### Música instrumental
- Banchetto musicale (1617)